# Sede titolare di Arca di Fenicia dei Maroniti
Arca di Fenicia dei Maroniti (in latino: Arcena in Phoenicia Maronitarum) è una sede titolare vescovile della Chiesa cattolica.
Dal 15 giugno 2019 il vescovo titolare è Peter Karam, vescovo di curia del patriarcato di Antiochia dei Maroniti ed amministratore apostolico dell'eparchia di Nostra Signora del Libano di Parigi dei Maroniti.

## Cronotassi dei vescovi titolari
- Elias Mohasseb † (prima del 1736 - dopo il 1743)[1]
- Antonio † (prima del 1756 - dopo il 1757)
- Stefano Duiehi † (menzionato il 25 maggio 1823)[2]
- Giuseppe Marid † (4 novembre 1855 - 1887 deceduto)
- Elias Hoayek † (14 dicembre 1889 - 19 giugno 1899 confermato patriarca di Antiochia dei Maroniti)[3]
- Abdallah Khouri † (10 febbraio 1911 - 5 febbraio 1949 deceduto)[4]
- Abdallah Nujaim † (25 luglio 1950 - 4 aprile 1954 nominato eparca di Baalbek)
- João (Jean) Chedid, O.M.M. † (4 maggio 1956 - 29 novembre 1971 nominato eparca di Nostra Signora del Libano di San Paolo)
- Roland Aboujaoudé † (12 luglio 1975 - 2 maggio 2019 deceduto)
- Peter Karam, dal 15 giugno 2019